# جامعه‌شناسی گیاهی

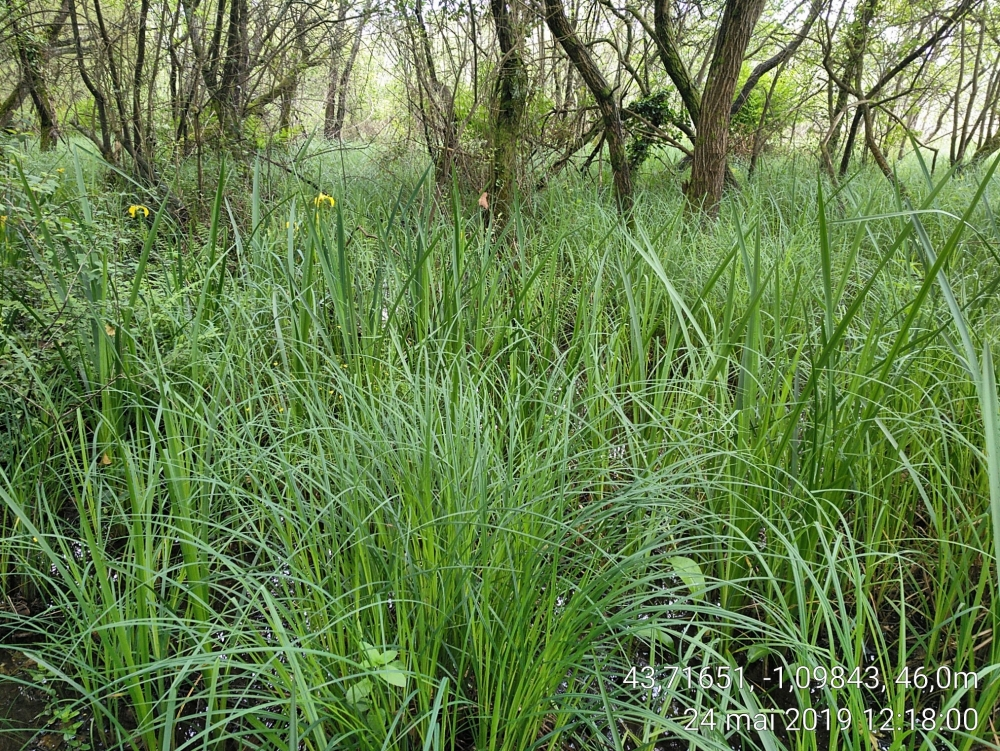
تصویر، جامعه‌ی گیاهی Caricion elatae را در Mées (فرانسه) نشان می‌دهد که شامل گونه‌هایی مانند Iris pseudacorus، Alisma plantago-aquatica و سایر گیاهان رطوبت‌پسند است و نمونه‌ای از یک زیستگاه مرطوب را به تصویر می‌کشد.

جامعه‌شناسی گیاهی (به انگلیسی: Phytosociology, Plant Sociology, Phytocoenology)، مطالعه گروه‌هایی از گونه‌های گیاهی است که به طور معمول با هم یافت می‌شوند. هدف جامعه‌شناسی گیاهی توصیف تجربی محیط رویشی یک قلمرو مشخص است. یک جامعه خاص از گیاهان در یک واحد اجتماعی، محصول شرایط معین، حال و گذشته در نظر گرفته می‌شود و تنها زمانی می‌تواند وجود داشته باشد که چنین شرایطی برآورده شود. در جامعه‌شناسی گیاهی، یک واحد به عنوان یکاجامعه گیاهی (phytocoenosis, phytocoenose) شناخته می‌شود. یکاجامعه گیاهی بیشتر به عنوان یک جامعه گیاهی شناخته می‌شود و از مجموع همه گیاهان در یک منطقه مشخص تشکیل شده‌است. این زیرمجموعه‌ای از یک یکاجامعه زیستی (بیوکونوز) است که از همه جانداران موجود در یک منطقه مشخص تشکیل شده‌است. به بیان دقیق‌تر، یکاجامعه گیاهی مجموعه‌ای از گیاهان در یک منطقه است که از طریق رقابت یا سایر فرآیندهای بوم‌شناختی با یکدیگر تعامل دارند. یکاجامعه‌ها (کوئنوزها) معادل اکوسیستم‌ها نیستند که دربرگیرندهٔ جانداران زنده و محیط فیزیکی است که با آن تعامل دارند. یک یکاجامعه گیاهی پراکندگی گونه‌ای است که می‌توان آن را نقشه‌برداری کرد. جامعه‌شناسی گیاهی دارای سیستمی برای توصیف و طبقه‌بندی این یکاجامعه‌های گیاهی در یک سلسله مراتب است که به نام هم‌آرایه‌شناسی (Syntaxonomy) شناخته می‌شود و این سیستم دارای یک نام‌گذاری است. این دانش در اروپا، آفریقا و آسیا پیشرفته‌تر است.